# 喬治亞州亞特蘭大聖殿
喬治亞亞特蘭大聖殿（Atlanta Georgia Temple）是耶穌基督後期聖徒教會的聖殿之一，也是美國東南部的首座耶穌基督後期聖徒教會聖殿和密西西比河以東地區自1846年以來的第二座聖殿。喬治亞亞特蘭大聖殿在1980年宣布興建，1981年動工。1983年，亞特蘭大聖殿正式奉獻。

## 外部連結
- Official Atlanta Georgia Temple page（页面存档备份，存于）
- Atlanta Georgia Temple page
- Atlanta Georgia Temple page with interior photos